# مات إليوت (لاعب كرة قدم)
مات إليوت (بالإنجليزية: Matt Elliott)‏ مواليد 1 نوفمبر 1968 في إنجلترا، هو لاعب كرة قدم إسكتلندي سابق كان يلعب كمدافع. سبق له أن لعب في كأس العالم لكرة القدم 1998 مع منتخب بلاده.

## المسيرة الاحترافية

### أندية لعب لها
- نادي تشارلتون أتلتيك
- سكونثورب يونايتد
- ليستر سيتي

## روابط خارجية
- مات إليوت على موقع الاتحاد الدولي (مؤرشف)  (الإنجليزية)
- مات إليوت على موقع قاعدة بيانات كرة القدم.إي يو (الإنجليزية)
- مات إليوت على موقع ناشيونال فوتبول تيمز (الإنجليزية)
- مات إليوت على موقع Soccerbase.com (لاعب) (الإنجليزية)
- مات إليوت على موقع عالم كرة القدم.نت (الإنجليزية)